# Oksyrynchos

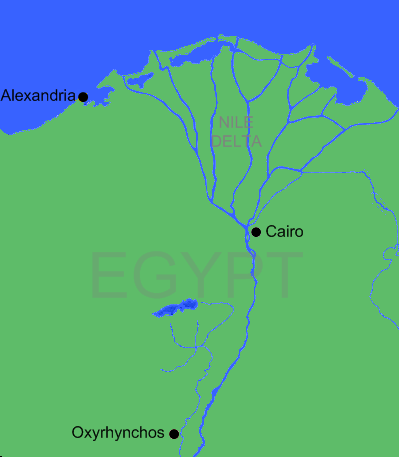
Lokalizacja Oksyrynchosu w Egipcie.

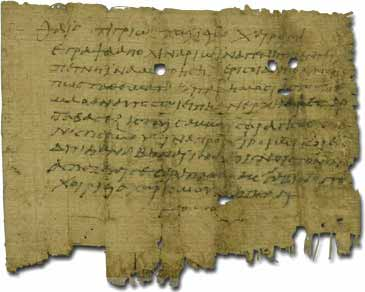
Papirus z Oksyrynchos (P. Oxy. VI 932)

Oksyrynchos (gr. Ὀξύρρυγχος, obecnie Al-Bahnasa) – starożytne miasto, obecnie miejscowość Al-Bahnasa, w środkowym Egipcie, położona około 160 km na południowy zachód od Kairu, stolica XIX nomu górnoegipskiego. Jest także stanowiskiem archeologicznym - jednym z najbardziej znaczących w historii. Przez dwa ostatnie stulecia obszar wokoło miasta był rozkopywany, ukazując olbrzymią kolekcję papirusów datowanych na okres ptolemejski i rzymski w egipskiej historii. Wśród odkrytych tekstów odnaleziono prace Menandra i Ewangelię Tomasza – pismo zaliczane do apokryfów Nowego Testamentu.

## Etymologia nazwy
Nazwa miejscowości oznacza dosłownie „ostronosy” i pochodzi prawdopodobnie od gatunku ryby żyjącej w Nilu, która była ważna w mitologii egipskiej, ponieważ według mitu zjadła prącie Ozyrysa. Nie ustalono, jaki dokładnie gatunek ryby to był.

## Historia
W czasach hellenistycznych Oksyrynchos było dobrze prosperującą stolicą regionu i trzecim co do wielkości miastem w Egipcie. 
Po chrystianizacji, miasto stało się znane z tego, że znajdowały się tam liczne kościoły i klasztory. Według świadków, którzy odwiedzili miasto pod koniec IV wieku, było ich więcej niż domów – liczbę mnichów-mężczyzn obliczano na dziesięć tysięcy, liczbę dziewic na dwadzieścia tysięcy:

Świątynie publiczne, jakie tylko tam się znajdowały, i przybytki starożytnych przesądów teraz stały się siedzibami mnichów i wydaje się, że w całym mieście więcej jest klasztorów niż domów. (...) Nawet w bramach i wieżach miasta i w ogóle w każdym zakątku znajdowały się siedziby mnichów, którzy w całym mieście dniem i nocą chwalili Boga, sprawiając, że było ono jakby jednym kościołem Bożym. Nie było tam żadnego heretyka, albo żadnego poganina, ale wszyscy mieszkańcy byli chrześcijanami, wszyscy byli katolikami, tak że nie było różnicy, czy biskup wznosił modły na ulicy czy w kościele. (...) Dopytaliśmy się bowiem świętego biskupa tego miasta i dowiedzieliśmy się, że jest tam dwadzieścia tysięcy dziewic i dziesięć tysięcy mnichów.

Po inwazji arabskiej w 641 roku system irygacyjny miasta nie był naprawiany i dlatego Oksyrynchos zostało opuszczone. Dziś miasto Al-Bahnasa zajmuje część obszaru miasta starożytnego.

## Papirusy
Wykopaliska rozpoczęli w 1897 Bernard P. Grenfell, Arthur S. Hunt i W.M. Flinders Petrie. Znalezione teksty są lokowane w okresie od I wieku p.n.e. do X wieku n.e. Obfitość materiału wynika stąd, że archeolodzy pracowali na wysypisku dokumentów usuniętych z miejskiego archiwum. Ostatnie poważniejsze wykopaliska na tym obszarze prowadzili w latach międzywojennych Włosi. Zachowane teksty dają obraz życia społecznego w rzymskim Egipcie.
Chociaż nadzieje na odnalezienie w Oksyrynchos całej zaginionej literatury antycznej się nie spełniły, znaleziono wiele ważnych tekstów greckich. Odzyskano m.in. fragmenty poematów Pindara, kilkanaście wierszy Safony.
Są też liczne papirusy z pismami o treści medycznej, świadczące być może o tradycji edukacji medycznej w Oksyrynchos. W 2009 r. zostały wydane dwa papirusy zawierające pisma z Corpus Hippocrateum: m.in. papirus P.Oxy.LXXIV 4969 będący pierwszym wydanym świadectwem tekstu De Articulis oraz papirus P.Oxy.LXXIV 4970 - rzadkie świadectwo edukacyjnego wykorzystania przysięgi Hipokratesa w starożytności.
Oksyrynchos ma także szczególne znaczenie dla historii muzyki chrześcijańskiej, a przez to także dla historii muzyki zachodniej w ogóle. Znaleziono tutaj najstarszy zachowany, pochodzący z III wieku n.e., „Hymn do Trójcy Świętej”.
Znaleziono również tutaj papirusy Nowego Testamentu, a wśród nich m.in. oznaczone numerami {\displaystyle {\mathfrak {P}}^{5}} (P.Oxy.II 0208 i 1781) oraz {\displaystyle {\mathfrak {P}}^{15}} / {\displaystyle {\mathfrak {P}}^{16}} (P.Oxy. VII 1008 i 1009), pochodzące z początku III w., z których pierwszy zawiera fragmenty Ewangelii Jana a drugi listy Pawła. Pierwszy znajduje się w British Museum w Londynie, drugi w bibliotece uniwersyteckiej w Kairze. {\displaystyle {\mathfrak {P}}^{127}} (P.Oxy.LXXIV 4968) zawierający Dzieje Apostolskie, jest najbardziej znaczącym świadkiem tekstu Dziejów w ciągu ostatniego stulecia.
Inne papirusy to m.in.:
- {\displaystyle {\mathfrak {P}}^{64}}, pochodzący z ok. 200 r., znajduje się w Oksfordzie i w Barcelonie, zawierający Ewangelie
- {\displaystyle {\mathfrak {P}}^{67}}, pochodzący również z tego samego okresu, zawierający Ewangelie, który przechowywany jest w Barcelonie.

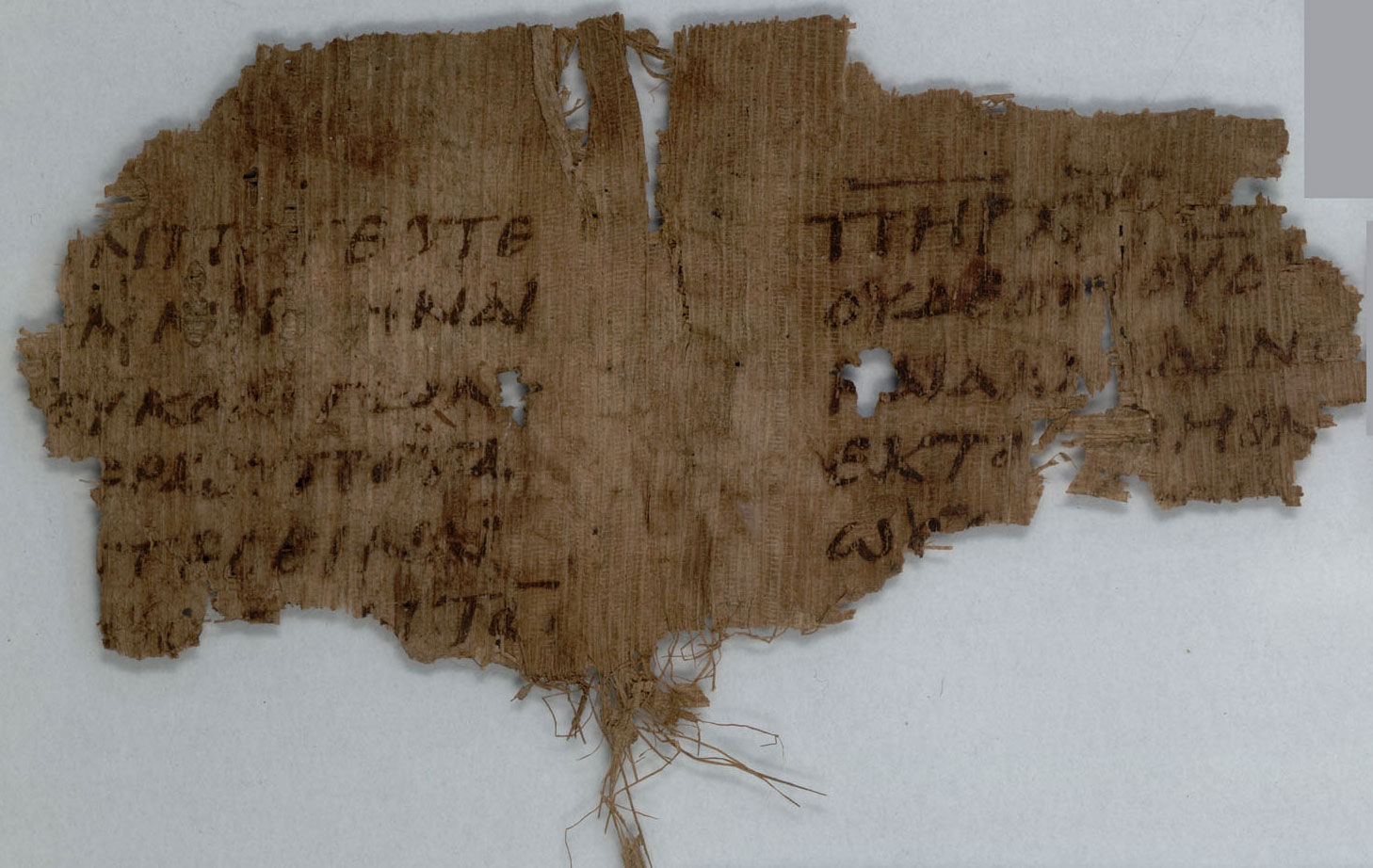
Papirus P.Oxy.XVII 2067 z V wieku z tekstem symbolu ogłoszonego na Soborze w Nicei w 325 r.

Inne papirusy pochodzące z III wieku to:
- {\displaystyle {\mathfrak {P}}^{4}}, zawierający Ewangelie, znajduje się w Paryżu;
- {\displaystyle {\mathfrak {P}}^{22}} (P.Oxy.X 1228), zawierający Ewangelie znajduje się w Glasgow;
- {\displaystyle {\mathfrak {P}}^{27}} (P.Oxy.XI 1355), zawierający Listy apostoła Pawła, znajduje się w Cambridge;
- {\displaystyle {\mathfrak {P}}^{3}} (Pap. Vindob. G. 2323), zawierający Listy apostoła Pawła w Gandawie;
- {\displaystyle {\mathfrak {P}}^{48}}, zawierający Dzieje Apostolskie jest przechowywany we Florencji;
- {\displaystyle {\mathfrak {P}}^{49}} z Listami apostoła Pawła w New Haven w USA
- {\displaystyle {\mathfrak {P}}^{65}} z Listami apostoła Pawła znajduje się we Florencji.

27 papirusów zawiera fragmenty Starego Testamentu w przekładzie Septuaginty. Są to m.in.:
- P.Oxy.VI 846 zawierający fragment 2 rozdziału Księgi Amosa;
- P.Oxy.VII 1007 zawierający fragmenty 2 i 3 rozdziału Księgi Rodzaju;
- P.Oxy.L 3522 zawierający fragment Księgi Hioba 42,11-12.

Papirusy zawierające fragmenty apokryfów Nowego Testamentu to m.in.:
- P.Oxy. 1 zawierający fragment Ewangelii Tomasza
- P.Oxy.IV 654 zawierający fragment Ewangelii Tomasza
- P.Oxy.IV 655 zawierający fragment Ewangelii Tomasza
- P.Oxy.XV 1782 zawierający fragmenty rozdz. 1-3 Didache

Inne papirusy z V w.:
- P.Oxy.XVII 2067 z fragmentem Nicejskiego wyznania wiary znajduje się w Ashmolean Museum (Papyrology Room) w Oksfordzie[7].